# 13115 Jeangodin
A 13115 Jeangodin (ideiglenes jelöléssel 1993 SU6) a Naprendszer kisbolygóövében található aszteroida. Eric Walter Elst fedezte fel 1993. szeptember 17-én.